# Бурты (Киевская область)
Бурты́ (укр. Бурти) — село, входит в Обуховский район Киевской области Украины.
Население по переписи 2001 года составляло 1344 человека. Почтовый индекс — 09254. Телефонный код — 4573. Занимает площадь 5,425 км². Код КОАТУУ — 3222281201.

## Местный совет
09254, Київська обл., Кагарлицький р-н, c.Бурти, вул.Леніна,1